# Traagheidsmoment
Het (massa)traagheidsmoment geeft de mate van verzet tegen verandering van hoeksnelheid van een lichaam met een zekere massa.
Een object met een zekere uitgebreidheid ten opzichte van een gekozen rotatie-as, verzet zich tegen verandering van de hoeksnelheid om die as. De mate waarin dit gebeurt wordt uitgedrukt in het (massa)traagheidsmoment ten opzichte van die rotatie-as.
Om de snelheid van draaien te veranderen moet een krachtmoment worden uitgeoefend (soms draaimoment genoemd). De verhouding tussen dit krachtmoment en de resulterende hoekversnelling is het massatraagheidsmoment ten opzichte van de rotatie-as.
{\displaystyle {\vec {M}}=I{\vec {\alpha }}}
Daarin is:
- {\displaystyle {\vec {M}}} het krachtmoment, een vector (in Nm)
- {\displaystyle I} het massatraagheidsmoment, een getal (in kg·m²)
- {\displaystyle {\vec {\alpha }}} de hoekversnelling, een vector (in rad/s²)

Het traagheidsmoment is het analogon (overeenkomstig begrip) van het begrip 'trage massa', dat de mate van verzet tegen lineaire versnelling uitdrukt, zoals weergegeven in de tweede wet van Newton: {\displaystyle {\vec {F}}=m{\vec {a}}}. Het traagheidsmoment is zowel afhankelijk van de totale massa als van de verdeling van deze massa; hoe verder een deel van de massa verwijderd is van de rotatie-as, hoe groter de bijdrage van dat deel aan het traagheidsmoment. Voor puntmassa's {\displaystyle m_{i}} op respectievelijk afstanden {\displaystyle r_{i}} van de rotatie-as is het traagheidsmoment {\displaystyle I} de som van de aparte traagheidsmomenten:
{\displaystyle I=\sum _{i}m_{i}r_{i}^{2}}
Nu zijn puntmassa's meestal slechts idealiseringen en wordt een object beschreven door zijn massaverdeling {\displaystyle m({\vec {r}})} (de massa als functie van de plaats {\displaystyle {\vec {r}}}) of door de dichtheid {\displaystyle \rho ({\vec {r}})}. Het traagheidsmoment is dan gegeven door:
{\displaystyle I=\iiint _{V}r_{\perp }^{2}\mathrm {d} m=\iiint _{V}r_{\perp }^{2}\rho ({\vec {r}})\mathrm {d} ^{3}{\vec {r}}}
waarbij {\displaystyle r_{\perp }} de loodrechte afstand tot de draaias voorstelt en {\displaystyle \rho ({\vec {r}})} de massadichtheid is.
Algemeen geldt:
{\displaystyle I=\iiint _{V}[R({\vec {r}})]^{2}\rho (r)\mathrm {d} ^{3}{\vec {r}}}
waarbij {\displaystyle R({\vec {r}})} de afstand is van punt {\displaystyle {\vec {r}}} tot de draaias.

## Verband met het impulsmoment
Het impulsmoment van een star, roterend object verandert volgens
{\displaystyle {\frac {\mathrm {d} {\vec {L}}}{\mathrm {d} t}}={\vec {M}}}
met het verband tussen de hoekversnelling en hoeksnelheid {\displaystyle {\vec {\omega }}}
{\displaystyle {\vec {\alpha }}={\frac {\mathrm {d} {\vec {\omega }}}{\mathrm {d} t}}}
volgt door gelijkstellen aan de uitdrukking voor het krachtmoment
{\displaystyle {\vec {L}}=I{\vec {\omega }}}
Daarin is:
- {\displaystyle {\vec {L}}} het impulsmoment, een vector (in N·m·s);
- {\displaystyle t} de tijd (in s), een scalair;
- {\displaystyle {\vec {M}}} het krachtmoment, een vector (Nm);
- {\displaystyle {\vec {\alpha }}} de hoekversnelling, een vector (in rad/s²)
- {\displaystyle {\vec {\omega }}} de hoeksnelheid, een vector (in rad/s)
- {\displaystyle I} het traagheidsmoment, een scalair (in kg·m²)

Zie ook rotatie (eendimensionaal).

## Traagheidsmoment als tensor
Als de rotatieas een as van rotatiesymmetrie is, zoals in bovenstaande uitdrukking voor het impulsmoment, dan is het traagheidsmoment een scalar, dat wil zeggen een evenredigheidsfactor tussen de impulsmomentvector {\displaystyle {\vec {L}}} en de rotatievector {\displaystyle {\vec {\omega }}}, die parallel staan.
Roteert het lichaam niet ten opzichte van de traagheidsas, dan moet het verband tussen impulsmomentvector en de rotatievector uitgedrukt worden als een traagheidstensor en kan men het traagheidsmoment voor elke willekeurige draairichting in één grootheid uitdrukken:
{\displaystyle {\vec {L}}=\mathbf {I} \cdot {\vec {\omega }}}
Deze traagheidstensor kan voor bewegingen in drie dimensies geschreven worden als een tensor bestaande uit 3×3=9 getallen en geeft dan de drie componenten van het traagheidsmoment L in het gekozen assenstelsel.
{\displaystyle \mathbf {I} ={\begin{bmatrix}I_{11}&I_{12}&I_{13}\\I_{21}&I_{22}&I_{23}\\I_{31}&I_{32}&I_{33}\end{bmatrix}}},
waarbij in een cartesisch coördinatenstelsel met het zwaartepunt van het lichaam als oorsprong voor een star lichaam, bestaande uit N puntmassa’s:
{\displaystyle I_{11}=I_{xx}\ {\stackrel {\mathrm {def} }{=}}\ \sum _{k=1}^{N}m_{k}(y_{k}^{2}+z_{k}^{2})}
{\displaystyle I_{22}=I_{yy}\ {\stackrel {\mathrm {def} }{=}}\ \sum _{k=1}^{N}m_{k}(x_{k}^{2}+z_{k}^{2})}
{\displaystyle I_{33}=I_{zz}\ {\stackrel {\mathrm {def} }{=}}\ \sum _{k=1}^{N}m_{k}(x_{k}^{2}+y_{k}^{2})}
{\displaystyle I_{12}=I_{xy}\ {\stackrel {\mathrm {def} }{=}}\ -\sum _{k=1}^{N}m_{k}x_{k}y_{k}}
{\displaystyle I_{13}=I_{xz}\ {\stackrel {\mathrm {def} }{=}}\ -\sum _{k=1}^{N}m_{k}x_{k}z_{k}}
{\displaystyle I_{23}=I_{yz}\ {\stackrel {\mathrm {def} }{=}}\ -\sum _{k=1}^{N}m_{k}y_{k}z_{k}}
Altijd geldt: {\displaystyle \ I_{12}=I_{21}}, {\displaystyle \ I_{13}=I_{31}}, en {\displaystyle I_{23}=I_{32}}.
{\displaystyle I} is dus een symmetrische tensor. Voor continue massaverdelingen moeten deze sommaties vervangen worden door integralen. Vallen de gekozen coördinaatassen samen met de traagheidsassen (waarvan er altijd minstens drie bestaan), dan zijn de niet-diagonale elementen van de tensor gelijk aan nul. Het product van de diagonale tensor {\displaystyle I} en de rotatievector {\displaystyle {\vec {\omega }}} resulteert dan in een {\displaystyle {\vec {L}}} die parallel is aan {\displaystyle {\vec {\omega }}}. Een rotatiesymmetrieas is altijd een traagheidsas.

## Traagheidsmomenten van diverse lichamen
| Afbeelding | Beschrijving | Traagheidsmoment(en) |
| ---------- | --- | --- |
|            | Een puntmassa op afstand {\displaystyle r} van de draaias. | {\displaystyle I=m\cdot r^{2}} |
|            | Een cilindermantel die om zijn (cilinder)as draait. | {\displaystyle I=m\cdot r^{2}} |
|            | Een massieve cilinder (staaf, schijf) die om zijn as draait. | {\displaystyle I={\tfrac {1}{2}}m\cdot r^{2}} |
|            | Een holle cilinder die om zijn as draait. | {\displaystyle I={\tfrac {1}{2}}m\cdot (r_{2}^{2}+r_{1}^{2})} (m: massa van de holle cilinder)                                                                 |
|            | Een massieve cilinder die roteert om de symmetrieas die de cilinderas in het midden loodrecht doorsnijdt.                                                                                                 | {\displaystyle I={\tfrac {1}{4}}m\cdot r^{2}+{\tfrac {1}{12}}m\cdot l^{2}}                                                                                     |
|            | Een cilindermantel, die roteert om de symmetrieas die de cilinderas in het midden loodrecht doorsnijdt.                                                                                                   | {\displaystyle I={\tfrac {1}{2}}m\cdot r^{2}+{\tfrac {1}{12}}m\cdot l^{2}}                                                                                     |
|            | Een dunne staaf die draait om de symmetrieas die de cilinderas in het midden loodrecht doorsnijdt. (Merk op dat deze formule een benadering is van de cilinder met de aanname dat {\displaystyle r\ll l}) | {\displaystyle I\approx {\tfrac {1}{12}}m\cdot l^{2}} |
|            | Een dunne staaf die draait om een van zijn uiteinden. | {\displaystyle I\approx {\tfrac {1}{3}}m\cdot l^{2}} |
|            | Een holle bol met verwaarloosbare dikte en een draaias door het middelpunt. | {\displaystyle I={\tfrac {2}{3}}m\cdot r^{2}} |
|            | Een massieve bol met een draaias door het middelpunt. | {\displaystyle I={\tfrac {2}{5}}m\cdot r^{2}} |
|            | Een plaat met lengtes {\displaystyle a} en {\displaystyle b} en draaias loodrecht op de plaat (vergelijk dunne ronde staaf).                                                                              | {\displaystyle I={\tfrac {1}{12}}m\cdot (a^{2}+b^{2})} |
|            | Dunne schijf met straal {\displaystyle r} en massa {\displaystyle m} (gelijk aan massieve cilinder). | {\displaystyle I_{z}={\tfrac {1}{2}}mr^{2}} {\displaystyle I_{x}=I_{y}={\tfrac {1}{4}}m(r^{2})}                                                                |
|            | Circulaire kegel met straal {\displaystyle r}, hoogte {\displaystyle h} en massa {\displaystyle m}, die draait om z'n as.                                                                                 | {\displaystyle I_{z}={\tfrac {3}{10}}mr^{2}} {\displaystyle I_{x}=I_{y}={\tfrac {3}{5}}m({\tfrac {1}{4}}r^{2}+h^{2})}                                          |
|            | massieve balk, hoogte {\displaystyle h}, breedte {\displaystyle b}, dikte {\displaystyle d} en massa {\displaystyle m} (vergelijk plaat).                                                                 | {\displaystyle I_{h}={\tfrac {1}{12}}m(b^{2}+d^{2})} {\displaystyle I_{b}={\tfrac {1}{12}}m(h^{2}+d^{2})} {\displaystyle I_{d}={\tfrac {1}{12}}m(h^{2}+b^{2})} |

Het traagheidsmoment om een andere as kan bepaald worden via de stelling van Steiner.

## Voorbeelden van berekeningen

### Massieve cilinder

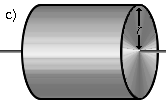
Traagheidsmoment van een massieve cilinder

Een massieve, homogene cilinder heeft lengte {\displaystyle L}, straal {\displaystyle R} en dichtheid {\displaystyle \rho }. Het traagheidsmoment {\displaystyle I} om zijn as kan berekend worden door de bijdragen van de kokers met schildikte {\displaystyle \mathrm {d} r} en straal {\displaystyle r} te integreren. Voor het (infinitesimale) volume van zo'n koker geldt:
{\displaystyle \operatorname {d} V(r)=2\pi \,r\,L\,\operatorname {d} r}.
Het traagheidsmoment is dan:
{\displaystyle I=\rho \iiint r^{2}\operatorname {d} V=\rho \int _{0}^{R}r^{2}\operatorname {d} V(r)=\rho \int _{0}^{R}r^{2}2\pi rL\mathrm {d} r=2\pi \rho L\int _{0}^{R}r^{3}\mathrm {d} r=\rho \cdot 2\pi L\cdot {\frac {R^{4}}{4}}}
De massa van de massieve cilinder bedraagt
{\displaystyle m=\rho V=\rho \pi R^{2}L}
Samen levert dit op
{\displaystyle I={\tfrac {1}{2}}mR^{2}}

### Dunne staaf en draaiingsas haaks op midden

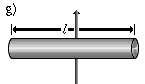
Traagheidsmoment van een dunne staaf met haakse draaiingsas

Een homogene staaf ter lengte {\displaystyle L} en doorsneeoppervlak {\displaystyle S} kunnen we als een rol koekjes opgebouwd denken uit schijfjes. Het traagheidsmoment {\displaystyle I} om de draaiingsas kan berekend worden door de bijdragen van de schijfjes met dikte {\displaystyle \mathrm {d} r} te integreren. Voor het (infinitesimale) volume van zo'n schijfje op een afstand {\displaystyle r} van de as geldt:
{\displaystyle \mathrm {d} V(r)=S\mathrm {d} r}.
Het traagheidsmoment is dan bij benadering:
{\displaystyle I=\rho \iiint r^{2}\,\mathrm {d} r\approx \rho \int r^{2}\mathrm {d} V(r)=\rho \int _{-L/2}^{L/2}\,r^{2}S\,\mathrm {d} r=\rho S\int _{-L/2}^{L/2}r^{2}\mathrm {d} r=\rho S{\frac {L^{3}}{12}}}
De massa van de massieve staaf bedraagt
{\displaystyle m=\rho V=\rho SL}
dus
{\displaystyle I\approx {\frac {1}{12}}mL^{2}}

### Massieve bol

Traagheidsmoment van een massieve bol

Het traagheidsmoment van een massieve bol met massa m en straal R om een willekeurige as door het middelpunt wordt als volgt gevonden. Stel dat Oz de draaiingsas is. Voor de afstand {\displaystyle d_{r}} van het punt r = (x,y,z) tot de as Oz geldt
{\displaystyle d_{r}^{2}=x^{2}+y^{2}}.
Het traagheidsmoment {\displaystyle I_{z}} om de z-as wordt gegeven door:
{\displaystyle I_{z}=\iiint \rho (r)\,d_{r}^{2}\mathrm {d} V=\rho \iiint (x^{2}+y^{2})\,\mathrm {d} V},
waarbij geïntegreerd wordt over de massieve bol. Dat kan eenvoudig door te bedenken dat we bolsymmetrie hebben, zodat de traagheidsmomenten om alle assen gelijk zijn:
{\displaystyle I_{x}=I_{y}=I_{z}}
Dan
{\displaystyle I={\frac {1}{3}}(I_{x}+I_{y}+I_{z})={\frac {1}{3}}\rho \iiint (y^{2}+z^{2}+x^{2}+z^{2}+x^{2}+y^{2})\,\mathrm {d} V={\frac {2}{3}}\rho \int r^{2}\,\mathrm {d} V,}
met {\displaystyle r^{2}=x^{2}+y^{2}+z^{2}} het kwadraat van de afstand van het punt r tot de oorsprong. De integratie is het makkelijkst in bolcoördinaten. Het volume-element is gelijk aan
{\displaystyle \mathrm {d} V=4\pi r^{2}\mathrm {d} r}
terwijl {\displaystyle r} loopt van 0 tot {\displaystyle R}. Dan volgt
{\displaystyle I={\frac {2}{3}}\,\rho \int _{0}^{R}\!\!4\pi r^{4}\,\mathrm {d} r={\frac {2}{3}}\,\rho \cdot 4\pi {\frac {R^{5}}{5}}={\frac {m}{{\frac {4}{3}}\pi R^{3}}}\cdot {\frac {8\pi R^{5}}{15}}={\frac {2}{5}}\,mR^{2}.}

## Oppervlaktetraagheidsmoment
De term traagheidsmoment wordt ook wel gebruikt voor het oppervlaktetraagheidsmoment dat de weerstand tegen doorbuiging bepaalt. Het oppervlaktetraagheidsmoment (dimensie: lengte tot de vierde macht) wordt gebruikt bij sterkteberekeningen aan constructies. Een andere term is de kwadratische oppervlaktemoment.